# Skakavac
Skakavac je vesnice v Chorvatsku v Karlovacké župě. Nachází se na území historického území Kordun a opčiny města Karlovac, od něhož je vzdálena asi 14 km jihozápadně. V roce 2011 zde žilo 233 obyvatel. Nejvíce obyvatel (609) zde žilo v roce 1869.
Skakavacem prochází župní silnice Ž3186. Nedaleko protéká řeka Kupa.

## Sousední sídla
| Růžice kompasu | Lipje   | Slunjska Selnica |                | Růžice kompasu |
| Růžice kompasu | Brežani | Sever            | Banski Moravci | Růžice kompasu |
| Růžice kompasu | Brežani | Skakavac         | Banski Moravci | Růžice kompasu |
| Růžice kompasu | Brežani | Jih              | Banski Moravci | Růžice kompasu |
| Růžice kompasu |         | Slunjski Moravci | Donji Sjeničak | Růžice kompasu |